# Гильом Аманье III де Безом
Гильом Аманье III (фр. Guillaume Amanieu II; умер после 1155) — виконт де Безом и де Бенож, вероятно сын виконта Бернара I.

## Биография

### Правление
Гильом Аманье впервые упоминается около 1125 года в хартии о пожертвовании монастырю Гран-Сов, данной герцогом Гаскони и Аквитании Гильомом IX. Также его подпись стоит на трёх хартиях монастырю Гран-Сов, датированных 1155 годом. В хартии, датированной 1179 годом, упоминается, что Гильом Аманье де Бенож гарантировал защиту области Лобаньяк.
Гильом Аманье был последним представителем своей династии, правившей в Безоме и Беноже. Вероятно после его смерти его владения унаследовала дочь, которая вышла замуж за Бернара де Бовиля.

### Брак и дети
Имя жены Гильома Аманье неизвестно. Вероятно, у него был один ребёнок:
- дочь, виконтесса де Безом и де Бенож; муж: Бернар де Бовиль (ум. после 1175), виконт де Безом и де Бенож